# Берџис (Мисури)
Берџис (енгл. Burgess) град је у америчкој савезној држави Мисури.

## Демографија
По попису из 2010. године број становника је 57, што је 13 (-18,6%) становника мање него 2000. године.
| Група             | 2000.      | 2010.      |
| Белци             | 69 (98,6%) | 53 (93,0%) |
| Афроамериканци    | 0 (0,0%)   | 0 (0,0%)   |
| Азијати           | 0 (0,0%)   | 0 (0,0%)   |
| Хиспаноамериканци | 0 (0,0%)   | 3 (5,3%)   |
| Укупно            | 70         | 57         |